# Lego Mindstorms
Lego Mindstorms är en serie produkter från Lego, som kan skapa robotar av legobitar. De inkluderar en processor som styr systemet, en uppsättning modulära sensorer och motorer, Lego Technic-delar för att skapa mekaniska system samt mjukvara. Den färdiga roboten kan programmeras och kan göras radiostyrd från datorn.

## Produkter
Första produkterna i serien såldes 1998 där flera av dem inte marknadsför längre.

### NXT
Uppföljaren till Robotics Invention System. Den största förändringen är att RCX-enheten har bytts ut till NXT-datorn, en 32-bits mikrodator och inbyggd högtalare, LCD (bildskärm)LCD-matrisskärm, datormeny|menysystem.
En annan stor förändring är programvaran som stödjer både PC och Mac.

### Robotics Invention System (RIS)

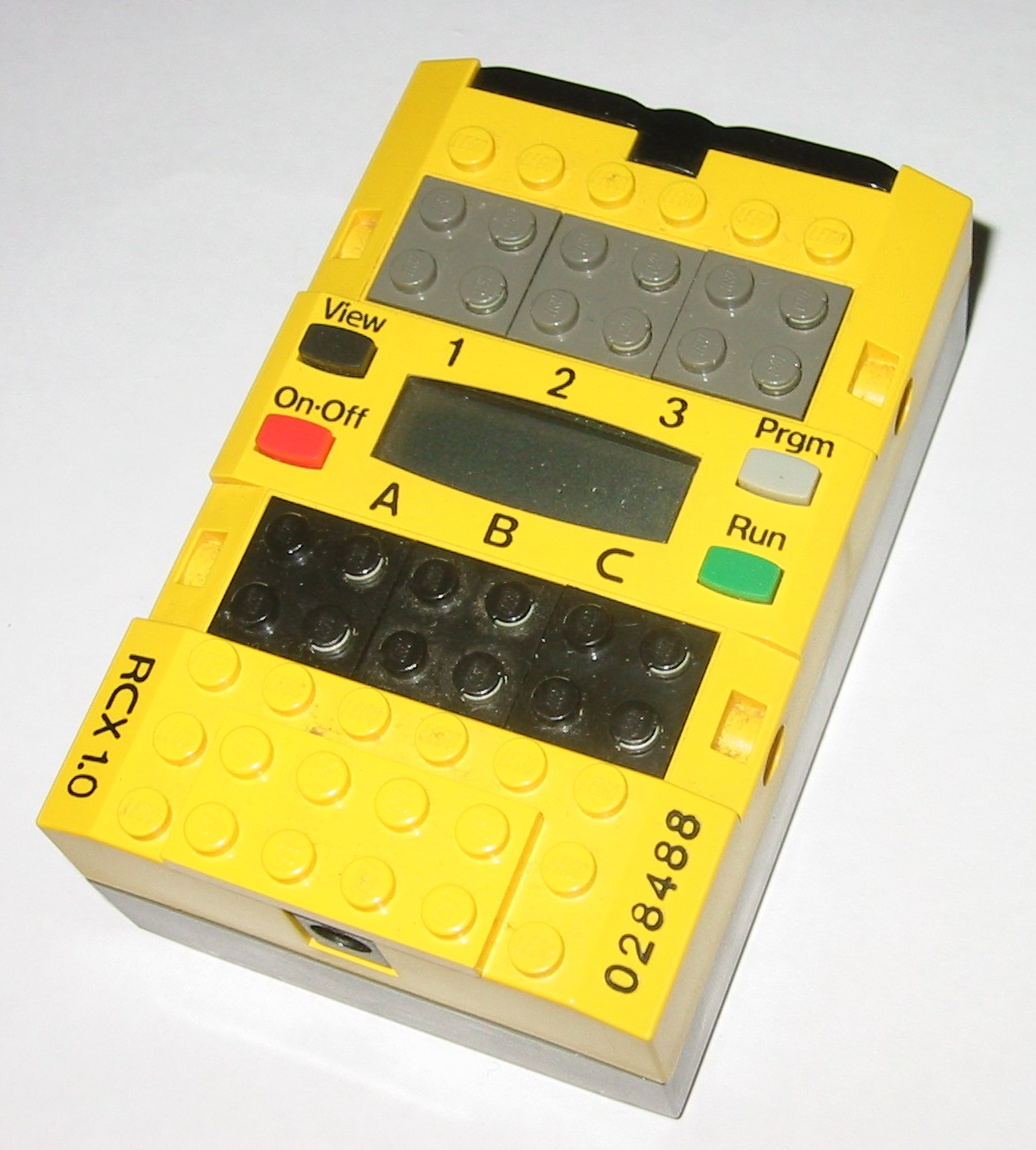
Legos RCX-enhet.

I Robotics Invention System får användaren bygga en robot efter instruktioner, eller konstruera en egen. RCX-enheten är en fullt programmerbar mikrodator. Den styr roboten, och hämtar data från omvärlden med hjälp av sensorer, som medföljer RIS. Roboten kan till exempel reagera på beröring, eller ljus.
RIS består av:
- RCX-enheten
- Programvara till en PC
- Legobitar

RCX-enheten kan programmeras på en PC med den medföljande programvaran. Det finns även en uppsjö tredjepartsprogrammeringslösningar, till exempel NQC.

### Robotics Discovery Set
Mikrodator: Scout. PC krävs inte.

### Droid Developer Kit
Mikrodator: Microscout. PC krävs.

### CyberMaster
Föregångare till Robotics Invention System. Är egentligen Lego Technic och inte Mindstorms.

### Vision Command
Tillbehör till en del av ovanstående. Består av en liten digitalkamera och mjukvara. Det kan användas för att få roboten att "se" genom att mjukvaran kan till exempel följa föremål, och sedan ge mikrodatorn utvald information.